# Вінарні Бінті Сламет
Вінарні Бінті Сламет (19 грудня 1975) — індонезійська важкоатлетка.
Бронзова призерка Олімпійських Ігор 2000 року в категорії 53 кг.
Чемпіонка світу 1997 року в категорії 50 кг, срібна призерка 1999 року в категорії 53 кг.